# Liste des matchs de l'équipe d'Équateur de football par adversaire
Cette liste présente les matchs de l'équipe d'Équateur de football par adversaire rencontré. Lorsqu'une rivalité footballistique particulière existe entre l'Équateur et un autre pays, une page spécifique est parfois proposée.
- Haut – A
- B
- C
- D
- E
- F
- G
- H
- I
- J
- K
- L
- M
- N
- O
- P
- Q
- R
- S
- T
- U
- V
- W
- X
- Y
- Z

## A

### Afrique du Sud
|   | Date          | Lieu   | Match                     | Score | Compétition  |
| - | ------------- | ------ | ------------------------- | ----- | ------------ |
| 1 | 17 avril 2002 | Murcie | Équateur - Afrique du Sud | 0-0   | Match amical |

#### Bilan
- Total de matchs disputés : 1
- Victoires de l'équipe d'Afrique du Sud : 0
- Matchs nuls : 1
- Victoires de l'équipe d'Équateur : 0
- Total de buts marqués par l'équipe d'Afrique du Sud : 0
- Total de buts marqués par l'équipe d'Équateur : 0

### Allemagne
|   | Date         | Lieu       | Match                | Score | Compétition                 |
| - | ------------ | ---------- | -------------------- | ----- | --------------------------- |
| 1 | 20 juin 2006 | Berlin     | Allemagne - Équateur | 3-0   | Coupe du monde 2006 (gr. A) |
| 2 | 29 mai 2013  | Boca Raton | Allemagne - Équateur | 4-2   | Match amical                |

#### Bilan
- Total de matchs disputés : 2
- Victoires de l'équipe d'Allemagne : 2
- Matchs nuls : 0
- Victoires de l'équipe d'Équateur : 0
- Total de buts marqués par l'équipe d'Allemagne : 7
- Total de buts marqués par  l'équipe d'Équateur : 2

### Allemagne de l'Est
|   | Date            | Lieu      | Match          | Score | Compétition  |
| - | --------------- | --------- | -------------- | ----- | ------------ |
| 1 | 18 février 1973 | Quito     | Équateur - RDA | 1-1   | Match amical |
| 2 | 6 février 1985  | Guayaquil | Équateur - RDA | 2-3   | Match amical |
| 3 | 10 février 1985 | Quito     | Équateur - RDA | 3-2   | Match amical |

#### Bilan
- Total de matchs disputés : 3
- Victoires de la RDA : 1
- Victoires de l'Équateur : 1
- Matchs nuls : 1

### Angleterre

#### Confrontations
Confrontations entre l'Angleterre et l'Équateur en matchs officiels.
|   | Date           | Lieu          | Match                 | Score | Compétition                         |
| - | -------------- | ------------- | --------------------- | ----- | ----------------------------------- |
| 1 | 24 mai 1970    | Quito         | Équateur - Angleterre | 0-2   | Match amical                        |
| 2 | 25 juin 2006   | Stuttgart     | Angleterre - Équateur | 1-0   | Coupe du monde 2006 (1/8 de finale) |
| 3 | 4 janvier 2014 | Miami Gardens | Angleterre - Équateur | 2-2   | Match amical                        |

#### Bilan
- Total de matchs disputés : 3
- Victoires de l'Équateur : 0
- Victoires de l'Angleterre : 2
- Matchs nuls : 1
- Total de buts marqués par l'Équateur : 2
- Total de buts marqués par l'Angleterre : 5

### Arabie saoudite

#### Confrontations
Confrontations entre l'Arabie saoudite et Équateur en match officiels.
|   | Date              | Lieu   | Match                      | Score | Compétition  |
| - | ----------------- | ------ | -------------------------- | ----- | ------------ |
| 1 | 23 septembre 2022 | Murcie | Arabie saoudite - Équateur | 0-0   | Match amical |

#### Bilan
- Total de matchs disputés : 1
- Victoires de l'Arabie saoudite : 0
- Victoires de l'Équateur : 0
- Match nul : 1
- Total de buts marqués par l'Arabie saoudite : 0
- Total de buts marqués par l'Équateur : 0

### Arménie

#### Confrontations
Confrontations entre l'Arménie et l'Équateur en matchs officiels.
|   | Date         | Lieu       | Match              | Score | Compétition  |
| - | ------------ | ---------- | ------------------ | ----- | ------------ |
| 1 | 30 juin 1996 | Portoviejo | Équateur - Arménie | 3-0   | Match amical |

#### Bilan
- Total de matchs disputés : 1
- Victoires de l'Équateur : 1
- Victoires de l'Arménie : 0
- Matchs nuls : 0
- Total de buts marqués par l'Équateur : 3
- Total de buts marqués par l'Arménie : 0

### Argentine
|    | Date              | Lieu            | Match                | Score     | Compétition                                                                    |
| -- | ----------------- | --------------- | -------------------- | --------- | ------------------------------------------------------------------------------ |
| 1  | 16 février 1941   | Santiago        | Argentine - Équateur | 6-1       | Championnat sud-américain de football de 1941                                  |
| 2  | 22 janvier 1942   | Montevideo      | Argentine - Équateur | 12-0      | Championnat sud-américain de football de 1942                                  |
| 3  | 31 janvier 1945   | Santiago        | Argentine - Équateur | 4-2       | Championnat sud-américain de football de 1945                                  |
| 4  | 25 décembre 1947  | Guayaquil       | Équateur - Argentine | 0-2       | Championnat sud-américain de football de 1947                                  |
| 5  | 9 mars 1955       | Santiago        | Argentine - Équateur | 4-0       | Championnat sud-américain de football de 1955                                  |
| 6  | 17 mars 1957      | Lima            | Argentine - Équateur | 3-0       | Championnat sud-américain de football de 1957                                  |
| 7  | 12 décembre 1959  | Guayaquil       | Équateur - Argentine | 1-1       | Championnat sud-américain de football de 1959                                  |
| 8  | 4 décembre 1960   | Guayaquil       | Équateur - Argentine | 3-6       | (Qualification pour la Coupe du monde 1962)                                    |
| 9  | 17 décembre 1960  | Buenos Aires    | Argentine - Équateur | 5-0       | (Qualifications pour la Coupe du monde 1962)                                   |
| 10 | 20 mars 1963      | Cochabamba      | Argentine - Équateur | 4-2       | Championnat sud-américain de football de 1963                                  |
| 11 | 10 août 1983      | Quito           | Équateur - Argentine | 2-2       | Copa América 1983 (Match Aller Groupe B)                                       |
| 12 | 7 septembre 1983  | Buenos Aires    | Argentine - Équateur | 2-2       | Copa América 1983 (Match Retour Groupe B)                                      |
| 13 | 2 juillet 1987    | Buenos Aires    | Argentine - Équateur | 3-0       | Copa América 1987 (Groupe A)                                                   |
| 14 | 13 avril 1989     | Guayaquil       | Équateur - Argentine | 2-2       | Match amical                                                                   |
| 15 | 4 juillet 1989    | Goiânia         | Argentine - Équateur | 0-0       | Copa América 1989 (Groupe B)                                                   |
| 16 | 25 mai 1994       | Guayaquil       | Équateur - Argentine | 1-0       | Match amical                                                                   |
| 17 | 2 juin 1996       | Quito           | Équateur - Argentine | 2-0       | (Qualifications pour la Coupe du monde 1998)                                   |
| 18 | 30 avril 1997     | Buenos Aires    | Argentine - Équateur | 2-1       | (Qualifications pour la Coupe du monde 1998)                                   |
| 19 | 11 juin 1997      | Cochabamba      | Argentine - Équateur | 0-0       | Copa América 1997 (Groupe A)                                                   |
| 20 | 1er juillet 1999  | Luque           | Argentine - Équateur | 3-1       | Copa América 1999 (Groupe C)                                                   |
| 21 | 19 juillet 2000   | Buenos Aires    | Argentine - Équateur | 2-0       | (Tours de qualifications pour la Coupe du monde 2002)                          |
| 22 | 15 août 2001      | Quito           | Équateur - Argentine | 0-2       | (Tours de Qualifications pour la Coupe du monde 2002)                          |
| 23 | 30 mars 2004      | Buenos Aires    | Argentine - Équateur | 1-0       | (Tours de Qualifications pour la Coupe du monde 2006)                          |
| 24 | 7 juillet 2004    | Chiclayo        | Argentine - Équateur | 6-1       | Copa América 2004 (gr. B)                                                      |
| 25 | 4 juin 2005       | Quito           | Équateur - Argentine | 2-0       | (Tours de Qualifications pour la Coupe du monde 2006)                          |
| 26 | 15 juin 2008      | Buenos Aires    | Argentine - Équateur | 1-1       | (Tours de Qualifications pour la Coupe du monde 2010)                          |
| 27 | 10 juin 2009      | Quito           | Équateur - Argentine | 2-0       | (Tours de Qualifications pour la Coupe du monde 2010)                          |
| 28 | 20 avril 2011     | Mar del Plata   | Argentine - Équateur | 2-2       | Match amical                                                                   |
| 29 | 2 juin 2012       | Buenos Aires    | Argentine - Équateur | 4-0       | Éliminatoires de la coupe du monde de football 2014 : Zone Amérique du Sud     |
| 30 | 11 juin 2013      | Quito           | Équateur - Argentine | 1-1       | Éliminatoires de la coupe du monde de football 2014 : Zone Amérique du Sud     |
| 31 | 15 novembre 2013  | East Rutherford | Équateur - Argentine | 0-0       | Match amical                                                                   |
| 32 | 31 mars 2015      | East Rutherford | Argentine - Équateur | 2-1       | Match amical                                                                   |
| 33 | 8 octobre 2015    | Buenos Aires    | Argentine - Équateur | 0-2       | Éliminatoires de la Coupe du monde de football 2018 : zone Amérique du Sud     |
| 34 | 10 octobre 2017   | Quito           | Équateur - Argentine | 1-3       | Éliminatoires de la Coupe du monde de football 2018 : zone Amérique du Sud     |
| 35 | 13 octobre 2019   | Elche           | Argentine - Équateur | 6-1       | Match amical                                                                   |
| 36 | 8 octobre 2020    | Buenos Aires    | Argentine - Équateur | 1-0       | Éliminatoires de la Coupe du monde de football 2022 : zone Amérique du Sud     |
| 37 | 4 juillet 2021    | Goiânia         | Argentine - Équateur | 3-0       | Copa América 2021                                                              |
| 38 | 29 mars 2022      | Guayaquil       | Équateur - Argentine | 1-1       | Éliminatoires de la Coupe du monde de football 2022 : zone Amérique du Sud     |
| 39 | 7 septembre 2023  | Buenos Aires    | Argentine - Équateur | 1-0       | Éliminatoires de la zone Amérique du Sud de la Coupe du monde de football 2026 |
| 40 | 9 juin 2024       | Chicago         | Argentine - Équateur | 1-0       | Match amical                                                                   |
| 41 | 5 Juillet 2024    | Houston         | Argentine - Équateur | 1-1 /4-2) | 2024 Copa América (Quarter-finals)                                             |
| 42 | 13 Septembre 2025 | Guayaquil       | Équateur - Argentine |           | Éliminatoires de la zone Amérique du Sud de la Coupe du monde de football 2026 |

#### Bilan
- Total de matchs disputés : 41
- Victoires de l'équipe d’Équateur : 6
- Victoires de l'équipe d'Argentine : 26
- Matchs nuls : 11
- Total de buts marqués par l'équipe d’Équateur : 36
- Total de buts marqués par l'équipe d'Argentine : 99

### Australie

#### Confrontations
Confrontations entre l'Australie et l'Équateur en matchs officiels.
|   | Date         | Lieu      | Match                | Score | Compétition  |
| - | ------------ | --------- | -------------------- | ----- | ------------ |
| 1 | 5 mars 2014  | Londres   | Équateur - Australie | 4-3   | Match amical |
| 2 | 24 mars 2023 | Sydney    | Australie - Équateur | 3-1   | Match amical |
| 3 | 28 mars 2023 | Melbourne | Australie - Équateur | 1-2   | Match amical |

#### Bilan
- Total de matchs disputés : 3
- Victoires de l'Équateur : 4
- Victoires de l'Australie : 4
- Matchs nuls : 0
- Total de buts marqués par l'Équateur : 7
- Total de buts marqués par l'Australie : 7

## B

### Biélorussie

#### Confrontations
Confrontations entre la Biélorussie et l'Équateur en matchs officiels.
|   | Date            | Lieu      | Match                  | Score | Compétition  |
| - | --------------- | --------- | ---------------------- | ----- | ------------ |
| 1 | 27 janvier 1993 | Guayaquil | Équateur - Biélorussie | 1-1   | Match amical |

#### Bilan
- Total de matchs disputés : 1
- Victoires de l'Équateur : 0
- Victoires de la Biélorussie : 0
- Matchs nuls : 1
- Total de buts marqués par l'Équateur : 1
- Total de buts marqués par la Biélorussie : 1

### Bolivie
| Date              | Lieu                    | Match              | Score | Compétition                                                                |
| ----------------- | ----------------------- | ------------------ | ----- | -------------------------------------------------------------------------- |
| 8 août 1938       | Bogota                  | Équateur - Bolivie | 1-1   | Jeux bolivariens 1938                                                      |
| 22 août 1938      | Bogota                  | Équateur - Bolivie | 1-2   | Jeux bolivariens 1938                                                      |
| 11 février 1945   | Santiago                | Équateur - Bolivie | 0-0   | Championnat sud-américain de football de 1945                              |
| 30 novembre 1947  | Guayaquil               | Équateur - Bolivie | 2-2   | Championnat sud-américain de football de 1947                              |
| 24 avril 1949     | São Paulo               | Bolivie - Équateur | 2-0   | Championnat sud-américain de football de 1949                              |
| 8 mars 1953       | Lima                    | Équateur - Bolivie | 1-1   | Championnat sud-américain de football de 1953                              |
| 10 mars 1963      | La Paz                  | Bolivie - Équateur | 4-4   | Championnat sud-américain de football de 1963                              |
| 29 avril 1973     | La Paz                  | Bolivie - Équateur | 3-3   | Match amical                                                               |
| 6 mai 1973        | Quito                   | Équateur - Bolivie | 0-0   | Match amical                                                               |
| 9 juillet 1975    | Cochabamba              | Bolivie - Équateur | 1-0   | Match amical                                                               |
| 21 février 1985   | Quito                   | Équateur - Bolivie | 3-0   | Match amical                                                               |
| 6 juillet 1989    | Goiânia                 | Équateur - Bolivie | 0-0   | Copa América 1989 (gr. B)                                                  |
| 13 juillet 1991   | Viña del Mar            | Équateur - Bolivie | 4-0   | Copa América 1991 (gr. B)                                                  |
| 15 août 1993      | La Paz                  | Bolivie - Équateur | 1-0   | Qualification pour la Coupe du monde 1994 (zone AmSud - gr. B)             |
| 19 septembre 1993 | Guayaquil               | Équateur - Bolivie | 1-1   | Qualification pour la Coupe du monde 1994 (zone AmSud - gr. B)             |
| 25 octobre 1995   | Santa Cruz de la Sierra | Bolivie - Équateur | 2-2   | Match amical                                                               |
| 12 janvier 1997   | La Paz                  | Bolivie - Équateur | 2-0   | Qualification pour la Coupe du monde 1998                                  |
| 12 octobre 1997   | Guayaquil               | Équateur - Bolivie | 1-0   | Qualification pour la Coupe du monde 1998                                  |
| 16 août 2000      | Quito                   | Équateur - Bolivie | 2-0   | Qualification pour la Coupe du monde 2002                                  |
| 6 octobre 2001    | La Paz                  | Bolivie - Équateur | 1-5   | Qualification pour la Coupe du monde 2002                                  |
| 5 juin 2004       | Quito                   | Équateur - Bolivie | 3-2   | Qualifications pour la Coupe du monde 2006                                 |
| 3 septembre 2005  | La Paz                  | Bolivie - Équateur | 1-2   | Qualifications pour la Coupe du monde 2006                                 |
| 6 septembre 2008  | Quito,                  | Équateur - Bolivie | 3-1   | Qualifications pour la Coupe du monde 2010                                 |
| 9 septembre 2009  | La Paz                  | Bolivie - Équateur | 1-3   | Qualifications pour la Coupe du monde 2010                                 |
| 7 septembre 2012  | Quito                   | Équateur - Bolivie | 1-0   | Éliminatoires de la Coupe du monde de football 2014 : zone Amérique du Sud |
| 10 septembre 2013 | La Paz                  | Bolivie - Équateur | 1-1   | Éliminatoires de la Coupe du monde de football 2014 : zone Amérique du Sud |
| 5 septembre 2014  | Fort Lauderdale         | Équateur - Bolivie | 4-0   | Match amical                                                               |
| 15 juin 2015      | Valparaíso              | Bolivie - Équateur | 3-2   | Copa América 2015 (gr. A)                                                  |
| 13 octobre 2015   | Quito                   | Équateur - Bolivie | 2-0   | Éliminatoires de la Coupe du monde de football 2018 : zone Amérique du Sud |
| 11 octobre 2016   | La Paz                  | Bolivie - Équateur | 2-2   | Éliminatoires de la Coupe du monde de football 2018 : zone Amérique du Sud |
| 10 septembre 2019 | Cuenca                  | Équateur - Bolivie | 3-0   | Match amical                                                               |
| 12 novembre 2020  | La Paz                  | Bolivie - Équateur | 3-2   | Éliminatoires de la Coupe du monde de football 2022 : zone Amérique du Sud |
| 29 mars 2021      | Sangolquí               | Équateur - Bolivie | 2-1   | Match amical                                                               |
| 7 octobre 2021    | Guayaquil               | Équateur - Bolivie | 3-0   | Éliminatoires de la Coupe du monde de football 2022 : zone Amérique du Sud |
| 17 juin 2023      | Harrison                | Équateur - Bolivie | 1-0   | Match amical                                                               |
| 12 octobre 2023   | La Paz                  | Bolivie - Équateur | 1-2   | Éliminatoires de la Coupe du monde de football 2026 : zone Amérique du Sud |
| 16 juin 2024      | Chester                 | Équateur - Bolivie | 2-1   | Match amical                                                               |
| 14 Novembre 2024  | Guayaquil               | Équateur - Bolivie | 4-0   | Éliminatoires de la Coupe du monde de football 2026 : zone Amérique du Sud |

#### Bilan
Au 30 juin 2024 :
- Total de matchs disputés : 39
- Victoires de l'Équateur : 32
- Victoires de la Bolivie : 12
- Matchs nuls : 12
- Total de buts marqués par l'Équateur : 73
- Total de buts marqués par la Bolivie : 40

### Brésil
|    | Date               | Lieu           | Match             | Score | Compétition                                                                |
| -- | ------------------ | -------------- | ----------------- | ----- | -------------------------------------------------------------------------- |
| 1  | 31 janvier 1942    | Montevideo     | Brésil - Équateur | 5-1   | Championnat sud-américain de football de 1942                              |
| 2  | 21 février 1945    | Santiago       | Brésil - Équateur | 9-2   | Championnat sud-américain de football de 1945                              |
| 3  | 3 avril 1949       | Rio de Janeiro | Brésil - Équateur | 9-1   | Championnat sud-américain de football de 1949                              |
| 4  | 12 mars 1953       | Lima           | Brésil - Équateur | 2-0   | Championnat sud-américain de football de 1953                              |
| 5  | 21 mars 1957       | Lima           | Brésil - Équateur | 7-1   | Championnat sud-américain de football de 1957                              |
| 6  | 19 décembre 1959   | Guayaquil      | Équateur - Brésil | 1-3   | Championnat sud-américain de football de 1959                              |
| 7  | 27 mars 1963       | Cochabamba     | Brésil - Équateur | 2-2   | Championnat sud-américain de football de 1963                              |
| 8  | 17 août 1983       | Quito          | Équateur - Brésil | 0-1   | Copa América 1983                                                          |
| 9  | 1er septembre 1983 | Goiânia        | Bresil - Équateur | 5-0   | Copa América 1983                                                          |
| 10 | 15 juillet 1991    | Viña del Mar   | Brésil - Équateur | 3-1   | Copa América 1991 (gr. B)                                                  |
| 11 | 18 juillet 1993    | Guayaquil      | Équateur - Brésil | 0-0   | Qualification pour la Coupe du monde 1994 (zone AmSud - gr. B)             |
| 12 | 22 août 1993       | São Paulo      | Brésil - Équateur | 2-0   | Qualification pour la Coupe du monde 1994 (zone AmSud - gr. B)             |
| 13 | 7 juillet 1995     | Rivera         | Brésil - Équateur | 1-0   | Copa América 1995                                                          |
| 14 | 26 avril 2000      | São Paulo      | Brésil - Équateur | 3-2   | Qualification CdM 2002                                                     |
| 15 | 28 mars 2001       | Quito          | Équateur - Brésil | 1-0   | Qualification CdM 2002                                                     |
| 16 | 10 septembre 2003  | Manaus         | Brésil - Équateur | 1-0   | Qualification CdM 2006                                                     |
| 17 | 17 novembre 2004   | Quito          | Équateur - Brésil | 1-0   | Qualification CdM 2006                                                     |
| 18 | 4 juillet 2007     | Puerto La Cruz | Brésil - Équateur | 1-0   | Copa América 2007                                                          |
| 19 | 17 octobre 2007    | Rio de Janeiro | Brésil - Équateur | 5-0   | Qualification CdM 2010                                                     |
| 20 | 29 mars 2009       | Quito          | Équateur - Brésil | 1-1   | Qualification CdM 2010                                                     |
| 21 | 13 juillet 2011    | Córdoba        | Brésil - Équateur | 4-2   | Copa América 2011 (gr. B)                                                  |
| 22 | 4 juin 2016        | Pasadena       | Brésil - Équateur | 0-0   | Copa América Centenario (gr. B)                                            |
| 23 | 1er septembre 2016 | Quito          | Équateur - Brésil | 0-3   | Éliminatoires de la Coupe du monde de football 2018 : zone Amérique du Sud |
| 24 | 31 août 2017       | Porto Alegre   | Brésil - Équateur | 2-0   | Éliminatoires de la Coupe du monde de football 2018 : zone Amérique du Sud |
| 25 | 5 juin 2021        | Brasilia       | Brésil - Équateur | 2-0   | Éliminatoires de la Coupe du monde de football 2022                        |
| 26 | 27 juin 2021       | Goiânia        | Brésil - Équateur | 1-1   | Copa América 2021                                                          |
| 27 | 27 janvier 2022    | Quito          | Brésil - Équateur | 1-1   | Éliminatoires de la Coupe du monde de football 2022                        |
| 28 | 6 Septembre 2024   | Rio de Janeiro | Brésil - Équateur | 1-0   | FIFA 2026Q                                                                 |
| 29 | 4 Juin 2025        | Quito          | Équateur - Brésil | 0-0   | FIFA 2026Q                                                                 |

#### Bilan
- Total de matchs disputés : 29
- Victoires de l'équipe du Brésil : 20
- Victoires de l'équipe d'Équateur : 2
- Matchs nuls : 7

### Bulgarie

#### Confrontations
Confrontations entre la Bulgarie et l'Équateur en matchs officiels.
|   | Date            | Lieu            | Match               | Score | Compétition  |
| - | --------------- | --------------- | ------------------- | ----- | ------------ |
| 1 | 28 janvier 1981 | Quito           | Équateur - Bulgarie | 1-3   | Match amical |
| 2 | 27 mars 2002    | East Rutherford | Équateur - Bulgarie | 3-0   | Match amical |

#### Bilan
- Total de matchs disputés : 2
- Victoires de l'Équateur : 1
- Victoires de la Bulgarie : 1
- Matchs nuls : 0
- Total de buts marqués par l'Équateur : 4
- Total de buts marqués par la Bulgarie : 3

## C

### Canada

#### Confrontations
Confrontations entre le Canada et l'Équateur en matchs officiels.
|   | Date            | Lieu     | Match             | Score | Compétition           |
| - | --------------- | -------- | ----------------- | ----- | --------------------- |
| 1 | 6 juin 1999     | Edmonton | Canada - Équateur | 1-2   | Tournoi amical        |
| 2 | 22 janvier 2002 | Miami    | Équateur - Canada | 2-0   | Gold Cup 2002 (gr. D) |
| 3 | 1er juin 2011   | Toronto  | Canada - Équateur | 2-2   | Match amical          |

#### Bilan
- Total de matchs disputés : 3
- Victoires de l'Équateur : 2
- Victoires du Canada : 0
- Matchs nuls : 1
- Total de buts marqués par l'Équateur : 6
- Total de buts marqués par le Canada : 3

### Cap-Vert

#### Confrontations
Confrontations entre l'Équateur et le Cap-Vert en matchs.
|   | Date         | Lieu            | Match               | Score | Compétition  |
| - | ------------ | --------------- | ------------------- | ----- | ------------ |
| 1 | 11 juin 2022 | Fort Lauderdale | Équateur - Cap-Vert | 1-0   | Match amical |

- Total de matchs disputés : 1
- Victoires de l'Équateur : 1
- Victoires du Cap-Vert : 0
- Matchs nuls : 0
- Total de buts marqués par l'Équateur : 1
- Total de buts marqués par le Cap-Vert : 0

### Chili

#### Confrontations
Confrontations entre l'Équateur et le Chili en matchs officiels.
|    | Date              | Lieu           | Match            | Score           | Compétition                                                                     |
| -- | ----------------- | -------------- | ---------------- | --------------- | ------------------------------------------------------------------------------- |
| 1  | 5 février 1939    | Lima           | Chili - Équateur | 4-1             | Championnat sud-américain de football de 1939                                   |
| 2  | 2 février 1941    | Santiago       | Chili - Équateur | 5-0             | Championnat sud-américain de football de 1941                                   |
| 3  | 5 février 1942    | Montevideo     | Chili - Équateur | 2-1             | Championnat sud-américain de football de 1942                                   |
| 4  | 14 janvier 1945   | Santiago       | Chili - Équateur | 6-3             | Championnat sud-américain de football de 1945                                   |
| 5  | 11 décembre 1947  | Guayaquil      | Équateur - Chili | 0-3             | Championnat sud-américain de football de 1947                                   |
| 6  | 17 avril 1949     | Rio de Janeiro | Chili - Équateur | 1-0             | Championnat sud-américain de football de 1949                                   |
| 7  | 19 mars 1953      | Lima           | Chili - Équateur | 3-0             | Championnat sud-américain de football de 1953                                   |
| 8  | 27 février 1955   | Santiago       | Chili - Équateur | 7-1             | Championnat sud-américain de football de 1955                                   |
| 9  | 24 mars 1957      | Lima           | Chili - Équateur | 2-2             | Championnat sud-américain de football de 1957                                   |
| 10 | 15 août 1965      | Guayaquil      | Équateur - Chili | 2-2             | Qualifications pour la Coupe du monde 1966 (zone AmSud - gr. 2)                 |
| 11 | 22 août 1965      | Santiago       | Chili - Équateur | 3-1             | Qualifications pour la Coupe du monde 1966 (zone AmSud - gr. 2)                 |
| 12 | 12 octobre 1965   | Lima           | Chili - Équateur | 2-1             | Qualifications pour la Coupe du monde 1966 (zone AmSud - gr. 2 : match d'appui) |
| 13 | 27 juillet 1969   | Santiago       | Chili - Équateur | 4-1             | Qualifications pour la Coupe du monde 1970 (zone AmSud - gr. 3)                 |
| 14 | 3 août 1969       | Guayaquil      | Équateur - Chili | 1-1             | Qualifications pour la Coupe du monde 1970 (zone AmSud - gr. 3)                 |
| 15 | 14 juin 1972      | Natal          | Chili - Équateur | 2-1             | Tournoi amical                                                                  |
| 16 | 24 avril 1973     | Guayaquil      | Équateur - Chili | 1-1             | Match amical                                                                    |
| 17 | 27 février 1977   | Guayaquil      | Équateur - Chili | 0-1             | Qualifications pour la Coupe du monde 1978 (zone AmSud - gr. 3)                 |
| 18 | 20 mars 1977      | Santiago       | Chili - Équateur | 3-0             | Qualifications pour la Coupe du monde 1978 (zone AmSud - gr. 3)                 |
| 19 | 13 juin 1979      | Santiago       | Chili - Équateur | 0-0             | Match amical                                                                    |
| 20 | 21 juin 1979      | Guayaquil      | Équateur - Chili | 1-2             | Match amical                                                                    |
| 21 | 24 mai 1981       | Guayaquil      | Équateur - Chili | 0-0             | Qualifications pour la Coupe du monde 1982 (zone AmSud - gr. 3)                 |
| 22 | 14 juin 1981      | Santiago       | Chili - Équateur | 2-0             | Qualifications pour la Coupe du monde 1982 (zone AmSud - gr. 3)                 |
| 23 | 3 mars 1985       | Quito          | Équateur - Chili | 1-1             | Qualifications pour la Coupe du monde 1986 (zone AmSud - gr. 2)                 |
| 24 | 17 mars 1985      | Santiago       | Chili - Équateur | 6-2             | Qualifications pour la Coupe du monde 1986 (zone AmSud - gr. 2)                 |
| 25 | 13 septembre 1988 | La Serena      | Chili - Équateur | 3-1             | Match amical                                                                    |
| 26 | 29 septembre 1988 | Asuncion       | Équateur - Chili | 0-0 (tab : 4-3) | Tournoi amical                                                                  |
| 27 | 29 janvier 1989   | Guayaquil      | Équateur - Chili | 1-0             | Match amical                                                                    |
| 28 | 11 juillet 1989   | Goiânia        | Chili - Équateur | 2-1             | Copa América 1989 (gr. B)                                                       |
| 29 | 19 juin 1991      | Guayaquil      | Équateur - Chili | 2-1             | Match amical                                                                    |
| 30 | 30 juin 1991      | Santiago       | Chili - Équateur | 3-1             | Match amical                                                                    |
| 31 | 9 juin 1993       | Quito          | Équateur - Chili | 1-2             | Match amical                                                                    |
| 32 | 6 juillet 1996    | Santiago       | Chili - Équateur | 4-1             | Qualification pour la Coupe du monde 1998 : zone Amérique du Sud                |
| 33 | 8 juin 1997       | Quito          | Équateur - Chili | 1-1             | Qualification pour la Coupe du monde 1998 : zone Amérique du Sud                |
| 34 | 17 juin 1997      | Cochabamba     | Équateur - Chili | 2-1             | Copa América 1997 (gr. A)                                                       |
| 35 | 23 juin 1999      | Santiago       | Chili - Équateur | 0-0             | Match amical                                                                    |
| 36 | 8 octobre 2000    | Quito          | Équateur - Chili | 1-0             | Qualification pour la Coupe du monde 2002 : zone Amérique du Sud                |
| 37 | 11 juillet 2001   | Barranquilla   | Chili - Équateur | 4-1             | Copa América 2001 (gr. A)                                                       |
| 38 | 14 novembre 2001  | Santiago       | Chili - Équateur | 0-0             | Qualification pour la Coupe du monde 2002 : zone Amérique du Sud                |
| 39 | 10 octobre 2004   | Quito          | Équateur - Chili | 2-0             | Qualification pour la Coupe du monde 2006 : zone Amérique du Sud                |
| 40 | 9 février 2005    | Viña del Mar   | Chili - Équateur | 3-0             | Match amical                                                                    |
| 41 | 12 octobre 2005   | Santiago       | Chili - Équateur | 0-0             | Qualification pour la Coupe du monde 2006 : zone Amérique du Sud                |
| 42 | 27 juin 2007      | Puerto Ordaz   | Chili - Équateur | 3-2             | Copa América 2007 (gr. B)                                                       |
| 43 | 12 octobre 2008   | Quito          | Équateur - Chili | 1-0             | Éliminatoires de la Coupe du monde de football 2010 : zone Amérique du Sud      |
| 44 | 14 octobre 2009   | Santiago       | Chili - Équateur | 2-0             | Éliminatoires de la Coupe du monde de football 2010 : zone Amérique du Sud      |
| 45 | 15 août 2012      | New York       | Équateur - Chili | 3-0             | Match amical                                                                    |
| 46 | 12 octobre 2012   | Quito          | Équateur - Chili | 3-1             | Éliminatoires de la Coupe du monde de football 2014 : zone Amérique du Sud      |
| 47 | 15 octobre 2013   | Santiago       | Chili - Équateur | 2-1             | Éliminatoires de la Coupe du monde de football 2014 : zone Amérique du Sud      |
| 48 | 16 juin 2015      | Santiago       | Chili - Équateur | 2-0             | Copa América 2015 (gr. A)                                                       |
| 49 | 6 octobre 2016    | Quito          | Équateur - Chili | 3-0             | Éliminatoires de la Coupe du monde de football 2018 : zone Amérique du Sud      |
| 50 | 5 octobre 2017    | Santiago       | Chili - Équateur | 2-1             | Éliminatoires de la Coupe du monde de football 2018 : zone Amérique du Sud      |
| 51 | 21 juin 2019      | Salvador       | Équateur - Chili | 1-2             | Copa América 2019 (gr. C)                                                       |
| 52 | 5 septembre 2021  | Quito          | Équateur - Chili | 0-0             | Éliminatoires de la Coupe du monde de football 2022 : zone Amérique du Sud      |
| 53 | 16 novembre 2021  | Santiago       | Chili - Équateur | 0-2             | Éliminatoires de la Coupe du monde de football 2022 : zone Amérique du Sud      |
| 54 | 21 novembre 2023  | Quito          | Équateur - Chili | 1-0             | Éliminatoires de la Coupe du monde de football 2026 : zone Amérique du Sud      |
| 55 | 25 Mars 2025      | Santiago       | Chili - Équateur | 0-0             | Éliminatoires de la Coupe du monde de football 2026 : zone Amérique du Sud      |

#### Bilan
Au 24 novembre 2023
- Total de matchs disputés : 54
- Victoires du Chili : 29
- Victoires de l'Équateur : 12
- Matchs nuls : 14
- Total de buts marqués par le Chili : 97
- Total de buts marqués par l'Équateur : 53

### Colombie

#### Confrontations
Confrontations entre l'Équateur et la Colombie en matchs officiels.
|    | Date             | Lieu            | Match               | Score | Compétition                                                                      |
| 1  | 10 août 1938     | Bogota          | Colombie - Équateur | 1-2   | Match amical                                                                     |
| 2  | 18 février 1945  | Santiago        | Colombie - Équateur | 3-1   | Championnat sud-américain de football de 1945                                    |
| 3  | 4 décembre 1947  | Guayaquil       | Équateur - Colombie | 0-0   | Championnat sud-américain de football de 1947                                    |
| 4  | 3 mai 1949       | Rio de Janeiro  | Colombie - Équateur | 1-4   | Championnat sud-américain de football de 1949                                    |
| 5  | 1er avril 1957   | Lima            | Colombie - Équateur | 4-1   | Championnat sud-américain de football de 1957                                    |
| 6  | 31 mars 1963     | La Paz          | Colombie - Équateur | 3-4   | Championnat sud-américain de football de 1963                                    |
| 7  | 20 juillet 1965  | Barranquilla    | Colombie - Équateur | 0-1   | Tours préliminaires à la Coupe du monde de football 1966 : zone Amérique du Sud  |
| 8  | 25 juillet 1965  | Guayaquil       | Équateur - Colombie | 2-0   | Tours préliminaires à la Coupe du monde de football 1966 : zone Amérique du Sud  |
| 9  | 22 juin 1969     | Guayaquil       | Équateur - Colombie | 4-1   | Match amical                                                                     |
| 10 | 21 juin 1973     | Bogota          | Colombie - Équateur | 1-1   | Qualifications pour la Coupe du monde 1974 (zone AmSud - gr. 2)                  |
| 11 | 28 juin 1973     | Guayaquil       | Équateur - Colombie | 1-1   | Qualifications pour la Coupe du monde 1974 (zone AmSud - gr. 2)                  |
| 12 | 27 juillet 1975  | Quito           | Équateur - Colombie | 1-3   | Copa América 1975 (gr. C)                                                        |
| 13 | 7 août 1975      | Bogota          | Colombie - Équateur | 2-0   | Copa América 1975 (gr. C)                                                        |
| 14 | 16 janvier 1977  | Bogota          | Colombie - Équateur | 0-1   | Match amical                                                                     |
| 15 | 26 janvier 1977  | Quito           | Équateur - Colombie | 4-1   | Match amical                                                                     |
| 16 | 26 juillet 1983  | Quito           | Équateur - Colombie | 0-0   | Match amical                                                                     |
| 17 | 29 juillet 1983  | Bogota          | Colombie - Équateur | 0-0   | Match amical                                                                     |
| 18 | 11 juin 1987     | Medellín        | Colombie - Équateur | 1-0   | Match amical                                                                     |
| 19 | 14 juin 1987     | Guayaquil       | Équateur - Colombie | 3-0   | Match amical                                                                     |
| 20 | 20 août 1989     | Barranquilla    | Colombie - Équateur | 2-0   | Match amical                                                                     |
| 21 | 3 septembre 1989 | Guayaquil       | Équateur - Colombie | 0-0   | Match amical                                                                     |
| 22 | 7 juillet 1991   | Valparaíso      | Colombie - Équateur | 1-0   | Copa América 1991 (gr. B)                                                        |
| 23 | 3 juillet 1993   | Portoviejo      | Équateur - Colombie | 0-1   | Copa América 1993 (match pour la 3e place)                                       |
| 24 | 10 juillet 1995  | Rivera          | Colombie - Équateur | 1-0   | Copa América 1995 (gr. B)                                                        |
| 25 | 9 octobre 1996   | Quito           | Équateur - Colombie | 1-0   | Qualification pour la Coupe du monde 1998 : zone Amérique du Sud                 |
| 26 | 20 juillet 1997  | Barranquilla    | Colombie - Équateur | 1-0   | Qualification pour la Coupe du monde 1998 : zone Amérique du Sud                 |
| 27 | 7 juillet 1999   | Luque           | Colombie - Équateur | 2-1   | Copa América 1999 (gr. C)                                                        |
| 28 | 25 juillet 2000  | Quito           | Équateur - Colombie | 0-0   | Tours préliminaires à la Coupe du monde de football 2002 : zone Amérique du Sud  |
| 29 | 14 juillet 2001  | Barranquilla    | Colombie - Équateur | 1-0   | Copa América 2001 (gr. A)                                                        |
| 30 | 5 septembre 2001 | Bogota          | Colombie - Équateur | 0-0   | Tours préliminaires à la Coupe du monde de football 2002 : zone Amérique du Sud  |
| 31 | 8 juin 2003      | Madrid          | Colombie - Équateur | 0-0   | Match amical                                                                     |
| 32 | 2 juin 2004      | Quito           | Équateur - Colombie | 2-1   | Phase qualificative de la Coupe du monde de football 2006 : zone Amérique du Sud |
| 33 | 8 juin 2005      | Barranquilla    | Colombie - Équateur | 3-0   | Phase qualificative de la Coupe du monde de football 2006 : zone Amérique du Sud |
| 34 | 24 mai 2006      | East Rutherford | Équateur - Colombie | 1-1   | Match amical                                                                     |
| 35 | 23 juin 2007     | Barranquilla    | Colombie - Équateur | 3-1   | Match amical                                                                     |
| 36 | 18 juin 2008     | Quito           | Équateur - Colombie | 0-0   | Éliminatoires de la Coupe du monde de football 2010 : zone Amérique du Sud       |
| 37 | 20 août 2008     | New York        | Équateur - Colombie | 1-0   | Match amical                                                                     |
| 38 | 5 septembre 2009 | Medellín        | Colombie - Équateur | 2-0   | Éliminatoires de la Coupe du monde de football 2010 : zone Amérique du Sud       |
| 39 | 8 octobre 2010   | Harrison        | Colombie - Équateur | 1-0   | Match amical                                                                     |
| 40 | 26 mars 2011     | Madrid          | Colombie - Équateur | 2-0   | Match amical                                                                     |
| 41 | 10 juin 2012     | Quito           | Équateur - Colombie | 1-0   | Éliminatoires de la Coupe du monde de football 2014 : zone Amérique du Sud       |
| 42 | 6 septembre 2013 | Barranquilla    | Colombie - Équateur | 1-0   | Éliminatoires de la Coupe du monde de football 2014 : zone Amérique du Sud       |
| 43 | 29 mars 2016     | Barranquilla    | Colombie - Équateur | 3-1   | Éliminatoires de la Coupe du monde de football 2018 : zone Amérique du Sud       |
| 44 | 28 mars 2017     | Quito           | Équateur - Colombie | 0-2   | Éliminatoires de la Coupe du monde de football 2018 : zone Amérique du Sud       |
| 45 | 19 novembre 2019 | Harrison        | Équateur - Colombie | 0-1   | Match amical                                                                     |
| 46 | 17 novembre 2020 | Quito           | Équateur - Colombie | 6-1   | Éliminatoires de la Coupe du monde de football 2022 : zone Amérique du Sud       |
| 47 | 13 juin 2021     | Cuiabá          | Colombie - Équateur | 1-0   | Copa América 2021 (Gr. B)                                                        |
| 48 | 14 octobre 2021  | Barranquilla    | Colombie - Équateur | 0-0   | Éliminatoires de la Coupe du monde de football 2022 : zone Amérique du Sud       |
| 49 | 17 octobre 2023  | Quito           | Équateur - Colombie | 0-0   | Éliminatoires de la Coupe du monde de football 2026 : zone Amérique du Sud       |
| 50 | 19 Novembre 2024 | Barranquilla    | Colombie - Équateur | 0-1   | Éliminatoires de la Coupe du monde de football 2026 : zone Amérique du Sud       |

#### Bilan
- Total de matchs disputés : 50
- Victoires de la Colombie : 21
- Victoires de l'Équateur : 22
- Matchs nuls : 13
- Total de buts marqués par la Colombie : 51
- Total de buts marqués par l'Équateur : 52

### Corée du Sud

#### Confrontations
Confrontations entre la Corée du Sud et l'Équateur en matchs officiels.
|   | Date        | Lieu      | Match                   | Score | Compétition  |
| - | ----------- | --------- | ----------------------- | ----- | ------------ |
| 1 | 5 juin 1994 | Wakefield | Équateur - Corée du Sud | 2-1   | Match amical |
| 2 | 16 mai 2010 | Séoul     | Corée du Sud - Équateur | 2-0   | Match amical |

#### Bilan
- Total de matchs disputés : 2
- Victoires de l'Équateur : 1
- Victoires de la Corée du Sud : 1
- Matchs nuls : 0
- Total de buts marqués par l'Équateur : 2
- Total de buts marqués par la Corée du Sud : 3

### Costa Rica
|    | Date             | Lieu     | Match                 | Score | Compétition                 |
| -- | ---------------- | -------- | --------------------- | ----- | --------------------------- |
| 1  | 27 mai 1992      | San José | Costa Rica - Équateur | 2-1   | Match amical                |
| 2  | 6 août 1992      | Asuncion | Équateur - Costa Rica | 1-1   | Match amical                |
| 3  | 15 juin 1995     | Séoul    | Équateur - Costa Rica | 2-1   | Tournoi amical              |
| 4  | 15 août 1996     | Cuenca   | Équateur - Costa Rica | 1-1   | Match amical                |
| 5  | 27 janvier 1999  | San José | Costa Rica - Équateur | 0-0   | Match amical                |
| 6  | 16 octobre 2002  | San José | Costa Rica - Équateur | 1-1   | Match amical                |
| 7  | 20 novembre 2002 | Quito    | Équateur - Costa Rica | 2-2   | Match amical                |
| 8  | 16 février 2005  | Heredia  | Costa Rica - Équateur | 1-2   | Match amical                |
| 9  | 15 juin 2006     | Hambourg | Équateur - Costa Rica | 3-0   | Coupe du monde 2006 (gr. A) |
| 10 | 10 août 2011     | San José | Costa Rica - Équateur | 0-2   | Match amical                |
| 11 | 6 septembre 2011 | Quito    | Équateur - Costa Rica | 4-0   | Match amical                |
| 12 | 20 juin 2023     | Chester  | Équateur - Costa Rica | 3-1   | Match amical                |

#### Bilan
- Total de matchs disputés : 12
- Victoires de l'équipe du Costa Rica : 2
- Matchs nuls : 5
- Victoires de l'équipe d'Équateur : 8
- Total de buts marqués par l'équipe du Costa Rica : 9
- Total de buts marqués par l'équipe d'Équateur : 19

### Croatie

#### Confrontations
Confrontations entre la Croatie et l'Équateur en matchs officiels.
|   | Date         | Lieu     | Match              | Score | Compétition                 |
| - | ------------ | -------- | ------------------ | ----- | --------------------------- |
| 1 | 13 juin 2002 | Yokohama | Équateur - Croatie | 1-0   | Coupe du monde 2002 (gr. G) |

#### Bilan
- Total de matchs disputés : 1
- Victoires de l'Équateur : 1
- Victoires de la Croatie : 0
- Matchs nuls : 0
- Total de buts marqués par l'Équateur : 1
- Total de buts marqués par la Croatie : 0

### Cuba
|   | Date            | Lieu      | Match           | Score | Compétition  |
| - | --------------- | --------- | --------------- | ----- | ------------ |
| 1 | 27 février 1987 | La Havane | Cuba - Équateur | 2-1   | Match amical |
| 2 | 2 mars 1987     | La Havane | Cuba - Équateur | 0-0   | Match amical |

#### Bilan
- Total de matchs disputés : 2
- Victoires de l'équipe de Cuba : 1
- Victoires de l'équipe d'Équateur : 0
- Match nul : 1

## D

### Danemark

#### Confrontations
Confrontations entre le Danemark et l'Équateur en matchs officiels.
|   | Date            | Lieu      | Match               | Score | Compétition  |
| - | --------------- | --------- | ------------------- | ----- | ------------ |
| 1 | 31 janvier 1999 | Guayaquil | Équateur - Danemark | 1-1   | Match amical |

#### Bilan
- Total de matchs disputés : 1
- Victoires de l'Équateur : 0
- Victoires du Danemark : 0
- Matchs nuls : 1
- Total de buts marqués par l'Équateur : 1
- Total de buts marqués par le Danemark : 1

## E

### Écosse

#### Confrontations
Confrontations entre l'Écosse et l'Équateur en matchs officiels.
|   | Date        | Lieu   | Match             | Score | Compétition      |
| - | ----------- | ------ | ----------------- | ----- | ---------------- |
| 1 | 28 mai 1995 | Toyama | Écosse - Équateur | 2-1   | Coupe Kirin 1995 |

#### Bilan
- Total de matchs disputés : 1
- Victoires de l'Équateur : 0
- Victoires de l'Écosse : 1
- Matchs nuls : 0
- Total de buts marqués par l'Équateur : 1
- Total de buts marqués par l'Écosse : 2

### Espagne

#### Confrontations
Confrontations entre l'Espagne et l'Équateur en matchs officiels.
|   | Date          | Lieu      | Match              | Score | Compétition  |
| - | ------------- | --------- | ------------------ | ----- | ------------ |
| 1 | 30 avril 2003 | Madrid    | Espagne - Équateur | 4-0   | Match amical |
| 2 | 14 août 2013  | Guayaquil | Équateur - Espagne | 0-2   | Match amical |

#### Bilan
- Total de matchs disputés : 2
- Victoires de l'Équateur : 0
- Victoires de l'Espagne : 2
- Matchs nuls : 0
- Total de buts marqués par l'Équateur : 0
- Total de buts marqués par l'Espagne : 6

### Estonie

#### Confrontations
Confrontations entre l'Estonie et l'Équateur en matchs officiels.
|   | Date            | Lieu      | Match              | Score | Compétition  |
| - | --------------- | --------- | ------------------ | ----- | ------------ |
| 1 | 9 février 2003  | Guayaquil | Équateur - Estonie | 1-0   | Match amical |
| 2 | 12 février 2003 | Quito     | Équateur - Estonie | 2-0   | Match amical |

#### Bilan
- Total de matchs disputés : 2
- Victoires de l'Équateur : 2
- Victoires de l'Estonie : 0
- Matchs nuls : 0
- Total de buts marqués par l'Équateur : 3
- Total de buts marqués par l'Estonie : 0

### États-Unis

#### Confrontations
Confrontations entre les États-Unis et l'Équateur en matchs officiels.
|    | Date             | Lieu            | Match                 | Score | Compétition                     |
| -- | ---------------- | --------------- | --------------------- | ----- | ------------------------------- |
| 1  | 30 novembre 1984 | New York        | États-Unis - Équateur | 0-0   | Match amical                    |
| 2  | 2 décembre 1984  | Miami           | États-Unis - Équateur | 2-2   | Match amical                    |
| 3  | 7 juin 1988      | Albuquerque     | États-Unis - Équateur | 0-1   | Match amical                    |
| 4  | 10 juin 1988     | Houston         | États-Unis - Équateur | 0-2   | Match amical                    |
| 5  | 12 juin 1988     | Dallas          | États-Unis - Équateur | 0-0   | Match amical                    |
| 6  | 19 juin 1993     | Quito           | Équateur - États-Unis | 2-0   | Copa América 1993 (gr. A)       |
| 7  | 7 août 1997      | Baltimore       | États-Unis - Équateur | 0-1   | Match amical                    |
| 8  | 7 juin 2001      | Columbus        | États-Unis - Équateur | 0-0   | Match amical                    |
| 9  | 10 mars 2002     | Birmingham      | États-Unis - Équateur | 1-0   | Match amical                    |
| 10 | 25 mars 2007     | Tampa           | États-Unis - Équateur | 3-1   | Match amical                    |
| 11 | 11 octobre 2011  | Harrison        | États-Unis - Équateur | 0-1   | Match amical                    |
| 12 | 10 octobre 2014  | East Rutherford | États-Unis - Équateur | 1-1   | Match amical                    |
| 13 | 26 mai 2016      | Frisco          | États-Unis - Équateur | 1-0   | Match amical                    |
| 14 | 16 juin 2016     | Seattle         | États-Unis - Équateur | 2-1   | Copa América Centenario (gr. B) |
| 15 | 21 mars 2019     | Orlando         | États-Unis - Équateur | 1-0   | Match amical                    |

#### Bilan
Au 27 mars 2019 :
- Total de matchs disputés : 15
- Victoires de l'Équateur : 5
- Victoires des États-Unis : 5
- Matchs nuls : 5
- Total de buts marqués par l'Équateur : 12
- Total de buts marqués par les États-Unis : 11

## F

### Finlande

#### Confrontations
Confrontations entre la Finlande et l'Équateur en matchs officiels.
|   | Date            | Lieu   | Match               | Score | Compétition  |
| - | --------------- | ------ | ------------------- | ----- | ------------ |
| 1 | 17 février 1985 | Ambato | Équateur - Finlande | 3-1   | Match amical |

#### Bilan
- Total de matchs disputés : 1
- Victoires de l'Équateur : 1
- Victoires de la Finlande : 0
- Matchs nuls : 0
- Total de buts marqués par l'Équateur : 3
- Total de buts marqués par la Finlande : 1

### France

#### Confrontations
Confrontations entre la France et l'Équateur en matchs officiels.
|   | Date         | Lieu           | Match             | Score | Compétition                 |
| - | ------------ | -------------- | ----------------- | ----- | --------------------------- |
| 1 | 27 mai 2008  | Grenoble       | France - Équateur | 2-0   | Match amical                |
| 2 | 13 juin 2014 | Rio de Janeiro | Équateur - France | 0-0   | Coupe du monde 2014 (gr. E) |

#### Bilan
- Total de matchs disputés : 2
- Victoires de l'Équateur : 0
- Victoires de la France : 1
- Matchs nuls : 1
- Total de buts marqués par l'Équateur : 0
- Total de buts marqués par la France : 2

## G

### Grèce

#### Confrontations
Confrontations entre la Grèce et l'Équateur en matchs officiels.
|   | Date        | Lieu     | Match            | Score | Compétition  |
| - | ----------- | -------- | ---------------- | ----- | ------------ |
| 1 | 7 juin 2001 | New York | Équateur - Grèce | 1-1   | Match amical |

#### Bilan
- Total de matchs disputés : 1
- Victoires de l'Équateur : 0
- Victoires de la Grèce : 0
- Matchs nuls : 1
- Total de buts marqués par l'Équateur : 1
- Total de buts marqués par la Grèce : 1

### Guatemala

#### Confrontations
Confrontations entre le Guatemala et l'Équateur en matchs officiels.
|   | Date              | Lieu       | Match                | Score | Compétition    |
| - | ----------------- | ---------- | -------------------- | ----- | -------------- |
| 1 | 9 décembre 1984   | Guatemala  | Guatemala - Équateur | 1-0   | Match amical   |
| 2 | 24 mai 1992       | Guatemala  | Guatemala - Équateur | 1-1   | Match amical   |
| 3 | 25 mars 1997      | Guatemala  | Guatemala - Équateur | 0-0   | Match amical   |
| 4 | 4 février 1999    | Guatemala  | Guatemala - Équateur | 0-0   | Match amical   |
| 5 | 4 juin 1999       | Edmonton   | Équateur - Guatemala | 3-1   | Tournoi amical |
| 6 | 12 janvier 2002   | Guayaquil  | Équateur - Guatemala | 1-0   | Match amical   |
| 7 | 20 août 2003      | Ambato     | Équateur - Guatemala | 2-0   | Match amical   |
| 8 | 11 septembre 2018 | Bridgeview | Équateur - Guatemala | 2-0   | Match amical   |
| 9 | 21 mars 2024      | Harrison   | Équateur - Guatemala | 2-0   | Match amical   |

#### Bilan
Au 30 mars 2024 :
- Total de matchs disputés : 9
- Victoires de l'Équateur : 6
- Matchs nuls : 3
- Victoires du Guatemala : 1
- Total de buts marqués par l'Équateur : 11
- Total de buts marqués par le Guatemala : 3

## H

### Haïti

#### Confrontations
Confrontations entre Haïti et l'Équateur en matchs officiels.
|   | Date            | Lieu            | Match            | Score | Compétition                     |
| - | --------------- | --------------- | ---------------- | ----- | ------------------------------- |
| 1 | 12 mai 1973     | Port-au-Prince  | Haïti - Équateur | 1-2   | Match amical                    |
| 2 | 15 mai 1973     | Port-au-Prince  | Haïti - Équateur | 1-0   | Match amical                    |
| 3 | 20 janvier 2002 | Miami           | Haïti - Équateur | 2-0   | Gold Cup 2002 (gr. D)           |
| 4 | 26 mars 2008    | Latacunga       | Équateur - Haïti | 3-1   | Match amical                    |
| 5 | 12 juin 2016    | East Rutherford | Équateur - Haïti | 4-0   | Copa América Centenario (gr. B) |

#### Bilan
- Total de matchs disputés : 5
- Victoires de l'Équateur : 3
- Victoires d'Haïti : 2
- Matchs nuls : 0
- Total de buts marqués par l'Équateur : 9
- Total de buts marqués par Haïti : 5

### Honduras

#### Confrontations
Confrontations entre le Honduras et l'Équateur en matchs officiels.
|    | Date              | Lieu            | Match               | Score           | Compétition                 |
| -- | ----------------- | --------------- | ------------------- | --------------- | --------------------------- |
| 1  | 7 décembre 1984   | Tegucigalpa     | Honduras - Équateur | 0-0             | Match amical                |
| 2  | 15 juin 1988      | Tegucigalpa     | Honduras - Équateur | 1-1             | Match amical                |
| 3  | 17 juin 1988      | Tegucigalpa     | Honduras - Équateur | 0-1             | Match amical                |
| 4  | 27 janvier 2000   | Tegucigalpa     | Honduras - Équateur | 1-1             | Match amical                |
| 5  | 8 mars 2000       | Guayaquil       | Équateur - Honduras | 1-3             | Match amical                |
| 6  | 7 juillet 2001    | Miami           | Honduras - Équateur | 1-1             | Match amical                |
| 7  | 28 avril 2004     | Fort Lauderdale | Honduras - Équateur | 1-1             | Match amical                |
| 8  | 25 janvier 2006   | Guayaquil       | Équateur - Honduras | 1-0             | Match amical                |
| 9  | 12 septembre 2007 | San Pedro Sula  | Honduras - Équateur | 2-1             | Match amical                |
| 10 | 9 février 2011    | La Ceiba        | Honduras - Équateur | 1-1 (tab : 4-5) | Match amical                |
| 11 | 29 février 2012   | Guayaquil       | Équateur - Honduras | 2-0             | Match amical                |
| 12 | 19 novembre 2013  | Houston         | Honduras - Équateur | 2-2             | Match amical                |
| 13 | 20 juin 2014      | Curitiba        | Honduras - Équateur | 1-2             | Coupe du monde 2014 (gr. E) |
| 14 | 8 septembre 2015  | Quito           | Équateur - Honduras | 2-0             | Match amical                |
| 15 | 22 février 2017   | Guayaquil       | Équateur - Honduras | 3-1             | Match amical                |
| 16 | 26 mars 2019      | Harrison        | Honduras - Équateur | 0-0             | Match amical                |
| 17 | 16 juin 2024      | East Hartford   | Équateur - Honduras | 2-1             | Match amical                |

#### Bilan
Au 30 juin 2024 :
- Total de matchs disputés : 17
- Victoires de l'Équateur : 8
- Victoires du Honduras : 3
- Matchs nuls : 8
- Total de buts marqués par l'Équateur : 22
- Total de buts marqués par le Honduras : 15

## I

### Irak

#### Confrontations
Confrontations entre l'Irak el l'Équateur en matchs officiels.
|   | Date             | Lieu   | Match           | Score | Compétition  |
| - | ---------------- | ------ | --------------- | ----- | ------------ |
| 1 | 12 novembre 2022 | Madrid | Équateur - Irak | 0-0   | Match amical |

#### Bilan
- Total de matchs disputés : 1
- Victoires de l'Équateur : 0
- Victoires de l'Irak : 0
- Matchs nuls : 1
- Total de buts marqués par l'Équateur : 0
- Total de buts marqués par l'Irak : 0

### Iran

#### Confrontations
Confrontations entre l'Iran et l'Équateur en matchs officiels.
|   | Date             | Lieu     | Match           | Score | Compétition                     |
| - | ---------------- | -------- | --------------- | ----- | ------------------------------- |
| 1 | 21 juin 1972     | Recife   | Équateur - Iran | 1-1   | Coupe de l'Indépendance (gr. 2) |
| 2 | 2 juin 1999      | Edmonton | Équateur - Iran | 1-1   | Tournoi amical                  |
| 3 | 17 décembre 2008 | Mascate  | Équateur - Iran | 1-0   | Tournoi amical                  |

#### Bilan
- Total de matchs disputés : 3
- Victoires de l'Équateur : 1
- Victoires de l'Iran : 0
- Matchs nuls : 2
- Total de buts marqués par l'Équateur : 3
- Total de buts marqués par l'Iran : 2

### Irlande

#### Confrontations
Confrontations entre l'Irlande et l'Équateur en matchs officiels.
|   | Date         | Lieu            | Match              | Score | Compétition                     |
| - | ------------ | --------------- | ------------------ | ----- | ------------------------------- |
| 1 | 18 juin 1972 | Natal           | Irlande - Équateur | 3-2   | Coupe de l'Indépendance (gr. 2) |
| 2 | 23 mai 2007  | East Rutherford | Équateur - Irlande | 1-1   | Match amical                    |

#### Bilan
- Total de matchs disputés : 2
- Victoires de l'Équateur : 0
- Victoires de l'Irlande : 1
- Matchs nuls : 1
- Total de buts marqués par l'Équateur : 3
- Total de buts marqués par l'Irlande : 4

### Italie
|   | Date         | Lieu            | Match             | Score | Compétition                 |
| - | ------------ | --------------- | ----------------- | ----- | --------------------------- |
| 1 | 3 juin 2002  | Sapporo         | Italie - Équateur | 2-0   | Coupe du monde 2002 (gr. G) |
| 2 | 11 juin 2015 | East Rutherford | Équateur - Italie | 1-1   | Match amical                |
| 3 | 24 mars 2024 | Harrison        | Équateur - Italie | 0-2   | Match amical                |

#### Bilan
- Total de matchs disputés : 3
- Victoires de l'équipe d'Équateur : 1
- Victoires de l'équipe d'Italie : 5
- Match nul : 1

## J

### Jamaïque

#### Confrontations
Confrontations entre la Jamaïque et l'Équateur en matchs officiels.
|   | Date             | Lieu            | Match               | Score | Compétition                      |
| - | ---------------- | --------------- | ------------------- | ----- | -------------------------------- |
| 1 | 4 octobre 1996   | Quito           | Équateur - Jamaïque | 2-1   | Match amical                     |
| 2 | 12 août 2009     | East Rutherford | Équateur - Jamaïque | 0-0   | Match amical                     |
| 3 | 2 septembre 2011 | Quito           | Équateur - Jamaïque | 5-2   | Match amical                     |
| 4 | 7 septembre 2018 | Harrison        | Équateur - Jamaïque | 2-0   | Match amical                     |
| 5 | 26 Juin 2024     | Paradise        | Équateur - Jamaïque | 3-1   | Copa America 2024 (Premire Tour) |

#### Bilan
- Total de matchs disputés : 5
- Victoires de l'Équateur : 4
- Victoires de la Jamaïque : 0
- Matchs nuls : 1
- Total de buts marqués par l'Équateur : 12
- Total de buts marqués par la Jamaïque : 4

### Japon
Confrontations entre l'Équateur et le Japon :
|   | Date              | Lieu           | Match            | Score | Compétition               |
| - | ----------------- | -------------- | ---------------- | ----- | ------------------------- |
| 1 | 28 mai 1995       | Tokyo          | Japon - Équateur | 3-0   | Coupe Kirin 1995          |
| 2 | 30 mars 2006      | Ōita           | Japon - Équateur | 1-0   | Match amical              |
| 3 | 24 juin 2019      | Belo Horizonte | Équateur - Japon | 1-1   | Copa América 2019 (gr. C) |
| 4 | 27 septembre 2022 | Düsseldorf     | Équateur - Japon | 0-0   | Match amical              |

#### Bilan
Au 22 juin 2019 :
- Total de matchs disputés : 4
- Victoires de l'Équateur : 0
- Matchs nuls : 2
- Victoires du Japon : 2
- Total de buts marqués par l'Équateur : 0
- Total de buts marqués par le Japon : 4

### Jordanie

#### Confrontations
Confrontations entre la Jordanie et l'Équateur en matchs officiels.
|   | Date            | Lieu    | Match               | Score | Compétition    |
| - | --------------- | ------- | ------------------- | ----- | -------------- |
| 1 | 20 octobre 2004 | Tripoli | Jordanie - Équateur | 3-0   | Tournoi amical |

#### Bilan
- Total de matchs disputés : 1
- Victoires de l'Équateur : 0
- Victoires de la Jordanie : 1
- Matchs nuls : 0
- Total de buts marqués par l'Équateur : 0
- Total de buts marqués par la Jordanie : 3

## K

### Koweït

#### Confrontations
Confrontations entre le Koweït et l'Équateur en matchs officiels.
|   | Date            | Lieu   | Match             | Score | Compétition  |
| - | --------------- | ------ | ----------------- | ----- | ------------ |
| 1 | 23 février 1996 | Koweït | Koweït - Équateur | 0-3   | Match amical |

#### Bilan
- Total de matchs disputés : 1
- Victoires de l'Équateur : 1
- Victoires du Koweït : 0
- Matchs nuls : 0
- Total de buts marqués par l'Équateur : 3
- Total de buts marqués par le Koweït : 0

## L

### Liban

#### Confrontations
Confrontations entre le Liban et l'Équateur en matchs officiels.
|   | Date            | Lieu     | Match            | Score | Compétition  |
| - | --------------- | -------- | ---------------- | ----- | ------------ |
| 1 | 23 février 1996 | Beyrouth | Liban - Équateur | 1-0   | Match amical |

#### Bilan
- Total de matchs disputés : 1
- Victoires de l'Équateur : 0
- Victoires du Liban : 1
- Matchs nuls : 0
- Total de buts marqués par l'Équateur : 0
- Total de buts marqués par le Liban : 1

## M

### Mexique

#### Confrontations
Confrontations entre le Mexique et l'Équateur en matchs officiels.
|    | Date              | Lieu            | Match              | Score           | Compétition                         |
| -- | ----------------- | --------------- | ------------------ | --------------- | ----------------------------------- |
| 1  | 4 décembre 1984   | Los Angeles     | Mexique - Équateur | 4-2             | Match amical                        |
| 2  | 30 juin 1993      | Quito           | Équateur - Mexique | 0-2             | Copa América 1993 (demi-finale)     |
| 3  | 22 octobre 1996   | Oakland         | Mexique - Équateur | 0-1             | Match amical                        |
| 4  | 5 février 1997    | Mexico          | Mexique - Équateur | 3-1             | Match amical                        |
| 5  | 22 juin 1997      | Cochabamba      | Équateur - Mexique | 1-1 (tab : 3-4) | Copa América 1997 (quart de finale) |
| 6  | 14 avril 1999     | Monterrey       | Mexique - Équateur | 0-0             | Match amical                        |
| 7  | 27 octobre 1999   | Los Angeles     | Mexique - Équateur | 0-0             | Match amical                        |
| 8  | 20 septembre 2000 | San Diego       | Mexique - Équateur | 2-0             | Match amical                        |
| 9  | 9 juin 2002       | Rifu            | Mexique - Équateur | 2-1             | Coupe du monde 2002 (gr. G)         |
| 10 | 10 mars 2004      | Aguascalientes  | Mexique - Équateur | 2-1             | Match amical                        |
| 11 | 13 juillet 2004   | Piura           | Mexique - Équateur | 2-1             | Copa América 2004 (gr. B)           |
| 12 | 27 octobre 2004   | East Rutherford | Mexique - Équateur | 2-1             | Match amical                        |
| 13 | 28 mars 2007      | Oakland         | Mexique - Équateur | 4-2             | Match amical                        |
| 14 | 1er juillet 2007  | Maturín         | Mexique - Équateur | 2-1             | Copa América 2007 (gr. B)           |
| 15 | 12 novembre 2008  | Phoenix         | Mexique - Équateur | 2-1             | Match amical                        |
| 16 | 7 mai 2010        | East Rutherford | Mexique - Équateur | 0-0             | Match amical                        |
| 17 | 4 septembre 2010  | Zapopan         | Mexique - Équateur | 1-2             | Match amical                        |
| 18 | 28 mai 2011       | Seattle         | Mexique - Équateur | 1-1             | Match amical                        |
| 19 | 31 mai 2014       | Arlington       | Mexique - Équateur | 3-1             | Match amical                        |
| 20 | 28 mars 2015      | Los Angeles     | Mexique - Équateur | 1-0             | Match amical                        |
| 21 | 19 juin 2015      | Rancagua        | Équateur - Mexique | 2-1             | Copa América 2015 (gr. A)           |
| 22 | 9 juin 2019       | Arlington       | Mexique - Équateur | 3-2             | Match amical                        |
| 23 | 27 octobre 2021   | Charlotte       | Mexique - Équateur | 2-3             | Match amical                        |
| 24 | 5 juin 2022       | Chicago         | Mexique - Équateur | 0-0             | Match amical                        |
| 25 | 1 Juillet 2024    | Arizona         | Mexique - Équateur | 0-0             | Copa america 2024 (Gr B)            |

#### Bilan
- Total de matchs disputés : 25
- Victoires de l'Équateur : 6
- Victoires du Mexique : 16
- Matchs nuls : 8
- Total de buts marqués par l'Équateur : 24
- Total de buts marqués par le Mexique : 40

## N

### Nigeria

#### Confrontations
Confrontations entre le Nigeria et l'Équateur en matchs officiels.
|   | Date            | Lieu     | Match              | Score           | Compétition    |
| - | --------------- | -------- | ------------------ | --------------- | -------------- |
| 1 | 22 octobre 2004 | Tripoli  | Nigeria - Équateur | 2-2 (tab : 3-4) | Tournoi amical |
| 2 | 2 juin 2022     | Harrison | Équateur - Nigeria | 1-0             | Tournoi amical |

#### Bilan
- Total de matchs disputés : 2
- Victoires de l'Équateur : 1
- Victoires du Nigeria : 0
- Matchs nuls : 1
- Total de buts marqués par l'Équateur : 3
- Total de buts marqués par le Nigeria : 2

## O

### Oman

#### Confrontations
Confrontations entre Oman et l'Équateur en matchs officiels.
|   | Date             | Lieu    | Match           | Score | Compétition    |
| - | ---------------- | ------- | --------------- | ----- | -------------- |
| 1 | 16 février 1996  | Riyad   | Oman - Équateur | 0-2   | Match amical   |
| 2 | 19 décembre 2008 | Mascate | Oman - Équateur | 2-0   | Tournoi amical |
| 3 | 16 octobre 2018  | Doha    | Oman - Équateur | 0-0   | Match amical   |

#### Bilan
Au 17 octobre 2018 :
- Total de matchs disputés : 3
- Victoires de l'Équateur : 1
- Victoires d'Oman : 1
- Matchs nuls : 1
- Total de buts marqués par l'Équateur : 2
- Total de buts marqués par Oman : 2

### Ouganda

#### Confrontations
Confrontations entre l'Ouganda et l'Équateur en matchs officiels.
|   | Date             | Lieu     | Match              | Score | Compétition    |
| - | ---------------- | -------- | ------------------ | ----- | -------------- |
| 2 | 29 décembre 2005 | Le Caire | Ouganda - Équateur | 2-1   | Tournoi amical |

#### Bilan
- Total de matchs disputés : 1
- Victoires de l'Équateur : 0
- Victoires de l'Ouganda : 1
- Matchs nuls : 0
- Total de buts marqués par l'Équateur : 1
- Total de buts marqués par l'Ouganda : 2

## P

### Panama

#### Confrontations
Confrontations entre le Panama et l'Équateur en matchs officiels.
|   | Date             | Lieu      | Match             | Score | Compétition  |
| - | ---------------- | --------- | ----------------- | ----- | ------------ |
| 1 | 25 juin 2000     | Quito     | Équateur - Panama | 5-0   | Match amical |
| 2 | 11 août 2000     | Panama    | Panama - Équateur | 0-0   | Match amical |
| 3 | 26 janvier 2005  | Ambato    | Équateur - Panama | 2-0   | Match amical |
| 4 | 29 janvier 2005  | Babahoyo  | Équateur - Panama | 2-0   | Match amical |
| 5 | 3 juin 2015      | Panama    | Panama - Équateur | 1-1   | Match amical |
| 6 | 6 juin 2015      | Guayaquil | Équateur - Panama | 4-0   | Match amical |
| 7 | 20 novembre 2018 | Panama    | Panama - Équateur | 1-2   | Match amical |

#### Bilan
Au 30 novembre 2018 :
- Total de matchs disputés : 7
- Victoires de l'Équateur : 5
- Victoires du Panama : 0
- Matchs nuls : 2
- Total de buts marqués par l'Équateur : 16
- Total de buts marqués par le Panama : 2

### Paraguay

#### Confrontations
Confrontations entre le Paraguay et l'Équateur en matchs officiels.
|    | Date              | Lieu            | Match               | Score | Compétition                                                                |
| -- | ----------------- | --------------- | ------------------- | ----- | -------------------------------------------------------------------------- |
| 1  | 12 février 1939   | Lima            | Paraguay - Équateur | 3-1   | Championnat sud-américain de football de 1939                              |
| 2  | 25 janvier 1942   | Montevideo      | Paraguay - Équateur | 3-1   | Championnat sud-américain de football de 1942                              |
| 3  | 29 décembre 1947  | Guayaquil       | Équateur - Paraguay | 0-4   | Championnat sud-américain de football de 1947                              |
| 4  | 10 avril 1949     | Rio de Janeiro  | Paraguay - Équateur | 1-0   | Championnat sud-américain de football de 1949                              |
| 5  | 4 mars 1953       | Lima            | Paraguay - Équateur | 0-0   | Championnat sud-américain de football de 1953                              |
| 6  | 18 mars 1955      | Santiago        | Paraguay - Équateur | 2-0   | Championnat sud-américain de football de 1955                              |
| 7  | 25 décembre 1959  | Guayaquil       | Équateur - Paraguay | 3-1   | Championnat sud-américain de football de 1959                              |
| 8  | 14 mars 1963      | La Paz          | Paraguay - Équateur | 3-1   | Championnat sud-américain de football de 1963                              |
| 9  | 21 décembre 1966  | Guayaquil       | Équateur - Paraguay | 2-2   | Championnat sud-américain de football de 1967 (tour préliminaire)          |
| 10 | 28 décembre 1966  | Asuncion        | Paraguay - Équateur | 3-1   | Championnat sud-américain de football de 1967 (tour préliminaire)          |
| 11 | 24 juillet 1975   | Guayaquil       | Équateur - Paraguay | 2-2   | Copa América 1975 (gr. C)                                                  |
| 12 | 10 août 1975      | Asuncion        | Paraguay - Équateur | 3-1   | Copa América 1975 (gr. C)                                                  |
| 13 | 9 janvier 1977    | Asuncion        | Paraguay - Équateur | 2-0   | Match amical                                                               |
| 14 | 13 février 1977   | Quito           | Équateur - Paraguay | 2-1   | Match amical                                                               |
| 15 | 29 août 1979      | Quito           | Équateur - Paraguay | 1-2   | Copa América 1979 (gr. C)                                                  |
| 16 | 13 septembre 1979 | Asuncion        | Paraguay - Équateur | 2-0   | Copa América 1979 (gr. C)                                                  |
| 17 | 17 mai 1981       | Guayaquil       | Équateur - Paraguay | 1-0   | Qualifications pour la Coupe du monde 1982 (zone AmSud - gr. 3)            |
| 18 | 31 mai 1981       | Asuncion        | Paraguay - Équateur | 3-1   | Qualifications pour la Coupe du monde 1982 (zone AmSud - gr. 3)            |
| 19 | 7 septembre 1988  | Guayaquil       | Équateur - Paraguay | 1-5   | Match amical                                                               |
| 20 | 10 septembre 1989 | Asuncion        | Paraguay - Équateur | 2-1   | Qualifications pour la Coupe du monde 1990 (zone AmSud - gr. 2)            |
| 21 | 24 septembre 1989 | Guayaquil       | Équateur - Paraguay | 3-1   | Qualifications pour la Coupe du monde 1990 (zone AmSud - gr. 2)            |
| 22 | 26 juin 1993      | Quito           | Équateur - Paraguay | 3-0   | Copa América 1993 (quart de finale)                                        |
| 23 | 30 juin 1995      | Asuncion        | Paraguay - Équateur | 1-0   | Match amical                                                               |
| 24 | 10 novembre 1996  | Asuncion        | Paraguay - Équateur | 1-0   | Qualification pour la Coupe du monde 1998 : zone Amérique du Sud           |
| 25 | 14 juin 1997      | Cochabamba      | Équateur - Paraguay | 2-0   | Copa América 1997 (gr. A)                                                  |
| 26 | 20 août 1997      | Quito           | Équateur - Paraguay | 2-1   | Qualification pour la Coupe du monde 1998 : zone Amérique du Sud           |
| 27 | 3 juin 2000       | Asuncion        | Paraguay - Équateur | 3-1   | Qualification pour la Coupe du monde 2002 : zone Amérique du Sud           |
| 28 | 24 avril 2001     | Quito           | Équateur - Paraguay | 2-1   | Qualification pour la Coupe du monde 2002 : zone Amérique du Sud           |
| 29 | 15 novembre 2003  | Asuncion        | Paraguay - Équateur | 2-1   | Qualification pour la Coupe du monde 2006 : zone Amérique du Sud           |
| 30 | 27 mars 2005      | Quito           | Équateur - Paraguay | 5-2   | Qualification pour la Coupe du monde 2006 : zone Amérique du Sud           |
| 31 | 4 mai 2005        | East Rutherford | Équateur - Paraguay | 1-0   | Match amical                                                               |
| 32 | 17 novembre 2007  | Asuncion        | Paraguay - Équateur | 1-0   | Éliminatoires de la Coupe du monde de football 2010 : zone Amérique du Sud |
| 33 | 1er avril 2009    | Quito           | Équateur - Paraguay | 1-1   | Éliminatoires de la Coupe du monde de football 2010 : zone Amérique du Sud |
| 34 | 3 juillet 2011    | Santa Fe        | Équateur - Paraguay | 0-0   | Copa América 2011 (gr. B)                                                  |
| 35 | 11 novembre 2011  | Asuncion        | Paraguay - Équateur | 2-1   | Éliminatoires de la Coupe du monde de football 2014 : zone Amérique du Sud |
| 36 | 26 mars 2013      | Quito           | Équateur - Paraguay | 4-1   | Éliminatoires de la Coupe du monde de football 2014 : zone Amérique du Sud |
| 37 | 24 mars 2016      | Quito           | Équateur - Paraguay | 2-2   | Éliminatoires de la Coupe du monde de football 2018 : zone Amérique du Sud |
| 38 | 23 mars 2017      | Asuncion        | Paraguay - Équateur | 2-1   | Éliminatoires de la Coupe du monde de football 2018 : zone Amérique du Sud |
| 39 | 2 septembre 2021  | Quito           | Équateur - Paraguay | 2-0   | Éliminatoires de la Coupe du monde de football 2022 : zone Amérique du Sud |
| 40 | 24 mars 2022      | Ciudad del Este | Paraguay - Équateur | 3-1   | Éliminatoires de la Coupe du monde de football 2022 : zone Amérique du Sud |
| 41 | 10 Octobre 2024   | Quito           | Équateur - Paraguay | 0-0   | FIFA 26 Q                                                                  |
| 42 | 9 Septembre 2024  | Ciudad del Este | Paraguay - Équateur |       | FIFA 26 Q                                                                  |

#### Bilan
- Total de matchs disputés : 41
- Victoires de l'Équateur : 12
- Victoires du Paraguay : 26
- Matchs nuls : 7
- Total de buts marqués par l'Équateur : 52
- Total de buts marqués par le Paraguay : 72

### Pays-Bas
|   | Date             | Lieu      | Match               | Score | Compétition                       |
| - | ---------------- | --------- | ------------------- | ----- | --------------------------------- |
| 1 | 1er mars 2006    | Amsterdam | Pays-Bas - Équateur | 1-0   | Match amical                      |
| 2 | 17 mai 2014      | Amsterdam | Pays-Bas - Équateur | 1-1   | Match amical                      |
| 3 | 25 novembre 2022 | Doha      | Pays-Bas - Équateur | 1-1   | Coupe du monde 2022 ( journée 2 ) |

#### Bilan
- Total de matchs Officielle  disputés : 1
- Victoires de l'équipe d'Équateur : 0
- Victoires de l'équipe des Pays-Bas : 0
- Match nul : 1

### Pologne
|   | Date             | Lieu          | Match            | Score | Compétition                    |
| - | ---------------- | ------------- | ---------------- | ----- | ------------------------------ |
| 1 | 13 novembre 2005 | Barcelone     | Pologne-Équateur | 3-0   | Match amical                   |
| 2 | 9 juin 2006      | Gelsenkirchen | Pologne-Équateur | 0-2   | Coupe du monde 2006 (groupe A) |
| 3 | 12 octobre 2010  | Montréal      | Pologne-Équateur | 2-2   | Match amical                   |

#### Bilan
- Total de matchs disputés : 3
- Victoires de l'équipe de Pologne : 1
- Victoires de l'équipe d'Équateur : 1
- Matchs nuls : 1

### Portugal
|   | Date           | Lieu      | Match               | Score | Compétition                     |
| - | -------------- | --------- | ------------------- | ----- | ------------------------------- |
| 1 | 11 juin 1972   | Natal     | Portugal - Équateur | 3-0   | Coupe de l'Indépendance (gr. 2) |
| 2 | 6 février 2013 | Guimarães | Portugal - Équateur | 2-3   | Match amical                    |

#### Bilan
- Total de matchs disputés : 2
- Victoires de l'équipe du Portugal : 1
- Victoires de l'équipe d'Équateur : 1
- Match nul : 0

## Q

### Qatar

#### Confrontations
Confrontations entre le Qatar et l'Équateur en matchs officiels.
|   | Date             | Lieu    | Match            | Score | Compétition                     |
| - | ---------------- | ------- | ---------------- | ----- | ------------------------------- |
| 1 | 18 février 1996  | Doha    | Qatar - Équateur | 1-1   | Match amical                    |
| 2 | 25 février 1996  | Doha    | Qatar - Équateur | 1-2   | Match amical                    |
| 3 | 12 octobre 2018  | Doha    | Qatar - Équateur | 4-3   | Match amical                    |
| 4 | 20 novembre 2022 | Al-Khor | Qatar - Équateur | 0-2   | Coupe du monde de football 2022 |

#### Bilan
Au 20 novembre 2022 :
- Total de matchs disputés : 4
- Victoires de l'Équateur : 2
- Victoires du Qatar : 1
- Matchs nuls : 1
- Total de buts marqués par l'Équateur : 8
- Total de buts marqués par le Qatar : 6

## R

### Roumanie

#### Confrontations
Confrontations entre la Roumanie et l'Équateur en matchs officiels.
|   | Date            | Lieu      | Match               | Score | Compétition  |
| - | --------------- | --------- | ------------------- | ----- | ------------ |
| 1 | 31 janvier 1993 | Guayaquil | Équateur - Roumanie | 3-0   | Match amical |

#### Bilan
- Total de matchs disputés : 1
- Victoires de l'Équateur : 1
- Victoires de la Roumanie : 0
- Matchs nuls : 0
- Total de buts marqués par l'Équateur : 3
- Total de buts marqués par la Roumanie : 0

## S

### Salvador

#### Confrontations
Confrontations entre le Salvador et l'Équateur en matchs officiels.
|   | Date             | Lieu            | Match               | Score | Compétition  |
| - | ---------------- | --------------- | ------------------- | ----- | ------------ |
| 1 | 12 décembre 1984 | San Salvador    | Salvador - Équateur | 0-0   | Match amical |
| 2 | 28 mai 1997      | San Salvador    | Salvador - Équateur | 0-2   | Match amical |
| 3 | 2 juillet 2001   | East Rutherford | Équateur - Salvador | 1-0   | Match amical |
| 4 | 8 septembre 2007 | Quito           | Équateur - Salvador | 5-1   | Match amical |
| 5 | 27 mai 2009      | Los Angeles     | Salvador - Équateur | 3-1   | Match amical |
| 6 | 21 mars 2013     | Quito           | Équateur - Salvador | 5-0   | Match amical |
| 7 | 14 octobre 2014  | Harrison        | Équateur - Salvador | 5-1   | Match amical |
| 8 | 13 juin 2017     | Harrison        | Équateur - Salvador | 3-0   | Match amical |

#### Bilan
- Total de matchs disputés : 8
- Victoires de l'Équateur : 6
- Victoires du Salvador : 1
- Matchs nuls : 1
- Total de buts marqués par l'Équateur : 22
- Total de buts marqués par le Salvador : 5

### Sénégal

#### Confrontations
Confrontations entre le Sénégal et l'Équateur en matchs officiels.
|   | Date             | Lieu     | Match              | Score | Compétition                                  |
| - | ---------------- | -------- | ------------------ | ----- | -------------------------------------------- |
| 1 | 23 mai 2002      | Tottori  | Sénégal - Équateur | 1-0   | Match amical                                 |
| 2 | 27 décembre 2005 | Le Caire | Sénégal - Équateur | 2-1   | Tournoi amical                               |
| 3 | 29 novembre 2022 | Doha     | Équateur - Sénégal | 1-2   | Coupe du monde de football 2022 (3e journée) |

#### Bilan
- Total de matchs disputés : 3
- Victoires de l'Équateur : 0
- Victoires du Sénégal : 3
- Matchs nuls : 0
- Total de buts marqués par l'Équateur : 2
- Total de buts marqués par le Sénégal : 4

### Serbie et Yougoslavie

#### Confrontations
Confrontations entre la Yougoslavie puis la Serbie et l'Équateur en matchs officiels.
|   | Date       | Lieu            | Match                  | Score | Compétition  |
| - | ---------- | --------------- | ---------------------- | ----- | ------------ |
| 1 | 8 mai 2002 | East Rutherford | Équateur - Yougoslavie | 1-0   | Match amical |

#### Bilan
- Total de matchs disputés : 1
- Victoires de l'Équateur : 1
- Victoires de la Serbie : 0
- Matchs nuls : 0
- Total de buts marqués par l'Équateur : 1
- Total de buts marqués par la Serbie : 0

### Suède

#### Confrontations
Confrontations entre la Suède et l'Équateur en matchs officiels.
|   | Date            | Lieu   | Match            | Score | Compétition  |
| - | --------------- | ------ | ---------------- | ----- | ------------ |
| 1 | 18 janvier 2007 | Cuenca | Équateur - Suède | 2-1   | Match amical |
| 2 | 21 janvier 2007 | Quito  | Équateur - Suède | 1-1   | Match amical |

#### Bilan
- Total de matchs disputés : 2
- Victoires de l'Équateur : 1
- Victoires de la Suède : 0
- Matchs nuls : 1
- Total de buts marqués par l'Équateur : 3
- Total de buts marqués par la Suède : 2

### Suisse

#### Confrontations
Confrontations entre la Suisse et l'Équateur en matchs officiels.
|   | Date         | Lieu     | Match             | Score | Compétition                 |
| - | ------------ | -------- | ----------------- | ----- | --------------------------- |
| 1 | 15 juin 2014 | Brasilia | Suisse - Équateur | 2-1   | Coupe du monde 2014 (gr. E) |

#### Bilan
- Total de matchs disputés : 1
- Victoires de l'Équateur : 0
- Victoires de la Suisse : 1
- Matchs nuls : 0
- Total de buts marqués par l'Équateur : 1
- Total de buts marqués par la Suisse : 2

## T

### Turquie

#### Confrontations
Confrontations entre la Turquie et l'Équateur en matchs officiels.
|   | Date            | Lieu  | Match              | Score | Compétition  |
| - | --------------- | ----- | ------------------ | ----- | ------------ |
| 1 | 12 février 2002 | Bréda | Équateur - Turquie | 1-0   | Match amical |

#### Bilan
- Total de matchs disputés : 1
- Victoires de l'Équateur : 1
- Victoires de la Turquie : 0
- Matchs nuls : 0
- Total de buts marqués par l'Équateur : 1
- Total de buts marqués par la Turquie : 0

### Trinité-et-Tobago

#### Confrontations
Confrontations entre Trinité-et-Tobago et l'Équateur en matchs officiels.
|   | Date             | Lieu       | Match                        | Score | Compétition  |
| - | ---------------- | ---------- | ---------------------------- | ----- | ------------ |
| 1 | 26 juillet 2017  | Guayaquil  | Équateur - Trinité-et-Tobago | 3-1   | Match amical |
| 2 | 14 novembre 2019 | Portoviejo | Équateur - Trinité-et-Tobago | 3-0   | Match amical |

#### Bilan
Au 20 novembre 2019 :
- Total de matchs disputés : 2
- Victoires de l'Équateur : 2
- Matchs nuls : 0
- Victoires de Trinité-et-Tobago : 0
- Total de buts marqués par l'Équateur : 6
- Total de buts marqués par Trinité-et-Tobago : 1

## U

### Uruguay

#### Confrontations
Confrontations entre l'Équateur et l'Uruguay en matchs officiels.
|    | Date              | Lieu           | Match              | Score | Compétition                                                                    |
| -- | ----------------- | -------------- | ------------------ | ----- | ------------------------------------------------------------------------------ |
| 1  | 22 janvier 1939   | Lima           | Uruguay - Équateur | 6-0   | Championnat sud-américain de football de 1939                                  |
| 2  | 9 février 1941    | Santiago       | Uruguay - Équateur | 6-0   | Championnat sud-américain de football de 1941                                  |
| 3  | 18 janvier 1942   | Montevideo     | Uruguay - Équateur | 7-0   | Championnat sud-américain de football de 1942                                  |
| 4  | 24 janvier 1945   | Santiago       | Uruguay - Équateur | 5-1   | Championnat sud-américain de football de 1945                                  |
| 5  | 16 décembre 1947  | Guayaquil      | Équateur - Uruguay | 1-6   | Championnat sud-américain de football de 1947                                  |
| 6  | 13 avril 1949     | Rio de Janeiro | Uruguay - Équateur | 3-2   | Championnat sud-américain de football de 1949                                  |
| 7  | 23 mars 1953      | Lima           | Uruguay - Équateur | 6-0   | Championnat sud-américain de football de 1953                                  |
| 8  | 23 mars 1955      | Santiago       | Uruguay - Équateur | 5-1   | Championnat sud-américain de football de 1955                                  |
| 9  | 7 mars 1957       | Lima           | Uruguay - Équateur | 2-1   | Championnat sud-américain de football de 1957                                  |
| 10 | 6 décembre 1959   | Guayaquil      | Équateur - Uruguay | 0-4   | Championnat sud-américain de football de 1959                                  |
| 11 | 6 juillet 1969    | Guayaquil      | Équateur - Uruguay | 0-2   | Qualifications pour la Coupe du monde 1970 (zone AmSud - gr. 3)                |
| 12 | 20 juillet 1969   | Montevideo     | Uruguay - Équateur | 1-0   | Qualifications pour la Coupe du monde 1970 (zone AmSud - gr. 3)                |
| 13 | 1er juillet 1973  | Guayaquil      | Équateur - Uruguay | 1-2   | Qualifications pour la Coupe du monde 1974 (zone AmSud - gr. 2)                |
| 14 | 8 juillet 1973    | Montevideo     | Uruguay - Équateur | 4-0   | Qualifications pour la Coupe du monde 1974 (zone AmSud - gr. 2)                |
| 15 | 20 octobre 1976   | Guayaquil      | Équateur - Uruguay | 2-2   | Match amical                                                                   |
| 16 | 4 janvier 1977    | Montevideo     | Uruguay - Équateur | 1-1   | Match amical                                                                   |
| 17 | 5 septembre 1979  | Guayaquil      | Équateur - Uruguay | 2-1   | Copa América 1979 (gr. C)                                                      |
| 18 | 16 septembre 1979 | Montevideo     | Uruguay - Équateur | 2-1   | Copa América 1979 (gr. C)                                                      |
| 19 | 10 mars 1985      | Montevideo     | Uruguay - Équateur | 2-1   | Qualifications pour la Coupe du monde 1986 (zone AmSud - gr. 2)                |
| 20 | 31 mars 1985      | Quito          | Équateur - Uruguay | 0-2   | Qualifications pour la Coupe du monde 1986 (zone AmSud - gr. 2)                |
| 21 | 19 juin 1987      | Montevideo     | Uruguay - Équateur | 2-1   | Match amical                                                                   |
| 22 | 27 septembre 1988 | Asuncion       | Uruguay - Équateur | 2-1   | Tournoi amical                                                                 |
| 23 | 3 mai 1989        | Montevideo     | Uruguay - Équateur | 3-1   | Match amical                                                                   |
| 24 | 23 mai 1989       | Quito          | Équateur - Uruguay | 1-1   | Match amical                                                                   |
| 25 | 2 juillet 1989    | Goiânia        | Équateur - Uruguay | 1-0   | Copa América 1989 (gr. B)                                                      |
| 26 | 9 juillet 1991    | Viña del Mar   | Équateur - Uruguay | 1-1   | Copa América 1991 (gr. B)                                                      |
| 27 | 4 juillet 1992    | Montevideo     | Uruguay - Équateur | 3-1   | Match amical                                                                   |
| 28 | 22 juin 1993      | Quito          | Équateur - Uruguay | 2-1   | Copa América 1993 (gr. A)                                                      |
| 29 | 1er août 1993     | Montevideo     | Uruguay - Équateur | 0-0   | Qualification pour la Coupe du monde 1994 (zone AmSud - gr. B)                 |
| 30 | 5 septembre 1993  | Guayaquil      | Équateur - Uruguay | 0-1   | Qualification pour la Coupe du monde 1994 (zone AmSud - gr. B)                 |
| 31 | 12 février 1997   | Quito          | Équateur - Uruguay | 4-0   | Qualification pour la Coupe du monde 1998 : zone Amérique du Sud               |
| 32 | 16 novembre 1997  | Maldonado      | Uruguay - Équateur | 5-3   | Qualification pour la Coupe du monde 1998 : zone Amérique du Sud               |
| 33 | 4 juillet 1999    | Luque          | Uruguay - Équateur | 2-1   | Copa América 1999 (gr. C)                                                      |
| 34 | 12 octobre 1999   | Montevideo     | Uruguay - Équateur | 0-0   | Match amical                                                                   |
| 35 | 3 septembre 2000  | Montevideo     | Uruguay - Équateur | 4-0   | Qualification pour la Coupe du monde 2002 : zone Amérique du Sud               |
| 36 | 7 novembre 2001   | Quito          | Équateur - Uruguay | 1-1   | Qualification pour la Coupe du monde 2002 : zone Amérique du Sud               |
| 37 | 10 juillet 2004   | Chiclayo       | Uruguay - Équateur | 2-1   | Copa América 2004 (gr. B)                                                      |
| 38 | 5 septembre 2004  | Montevideo     | Uruguay - Équateur | 1-0   | Qualification pour la Coupe du monde 2006 : zone Amérique du Sud               |
| 39 | 8 octobre 2005    | Quito          | Équateur - Uruguay | 0-0   | Qualification pour la Coupe du monde 2006 : zone Amérique du Sud               |
| 40 | 10 septembre 2008 | Montevideo     | Uruguay - Équateur | 0-0   | Éliminatoires de la Coupe du monde de football 2010 : zone Amérique du Sud     |
| 41 | 12 octobre 2009   | Quito          | Équateur - Uruguay | 1-2   | Éliminatoires de la Coupe du monde de football 2010 : zone Amérique du Sud     |
| 42 | 11 septembre 2012 | Montevideo     | Équateur - Uruguay | 1-1   | Éliminatoires de la Coupe du monde de football 2014 : zone Amérique du Sud     |
| 43 | 11 octobre 2013   | Quito          | Équateur - Uruguay | 1-0   | Éliminatoires de la Coupe du monde de football 2014 : zone Amérique du Sud     |
| 44 | 12 novembre 2015  | Quito          | Équateur - Uruguay | 2-1   | Éliminatoires de la Coupe du monde de football 2018 : zone Amérique du Sud     |
| 45 | 10 novembre 2016  | Montevideo     | Uruguay - Équateur | 2-1   | Éliminatoires de la Coupe du monde de football 2018 : zone Amérique du Sud     |
| 46 | 16 juin 2019      | Belo Horizonte | Uruguay - Équateur | 4-0   | Copa América 2019 (gr. C)                                                      |
| 47 | 13 octobre 2020   | Quito          | Équateur - Uruguay | 4-2   | Éliminatoires de la Coupe du monde de football 2022 : zone Amérique du Sud     |
| 48 | 9 septembre 2021  | Montevideo     | Uruguay - Équateur | 1-0   | Éliminatoires de la Coupe du monde de football 2022 : zone Amérique du Sud     |
| 49 | 12 septembre 2023 | Quito          | Équateur - Uruguay | 2-1   | Éliminatoires de la zone Amérique du Sud de la Coupe du monde de football 2026 |
| 50 | 15 Octobre 2024   | Montevideo     | Uruguay - Équateur | 0-0   | Éliminatoires de la zone Amérique du Sud de la Coupe du monde de football 2026 |

#### Bilan
Au 23 octobre 2024 :
- Total de matchs disputés : 49
- Victoires de l'Uruguay : 35
- Victoires de l'Équateur : 11
- Matchs nuls : 11
- Total de buts marqués par l'Uruguay : 116
- Total de buts marqués par l'Équateur : 44

## V

### Venezuela

#### Confrontations
Confrontations entre l'Équateur et le Venezuela en matchs officiels.
|    | Date               | Lieu           | Match                | Score | Compétition                                                                |
| -- | ------------------ | -------------- | -------------------- | ----- | -------------------------------------------------------------------------- |
| 1  | 19 août 1938       | Bogota         | Équateur - Venezuela | 5-2   | Jeux bolivariens 1938                                                      |
| 2  | 20 janvier 1977    | Caracas        | Venezuela - Équateur | 1-0   | Match amical                                                               |
| 3  | 15 juin 1993       | Quito          | Équateur - Venezuela | 6-1   | Copa América 1993 (gr. A)                                                  |
| 4  | 8 août 1993        | Quito          | Équateur - Venezuela | 5-0   | Qualification pour la Coupe du monde 1994 (zone AmSud - gr. B)             |
| 5  | 12 septembre 1993  | Ciudad Guayana | Venezuela - Équateur | 2-1   | Qualification pour la Coupe du monde 1994 (zone AmSud - gr. B)             |
| 6  | 2 février 1996     | Caracas        | Venezuela - Équateur | 0-1   | Match amical                                                               |
| 7  | 1er septembre 1996 | Quito          | Équateur - Venezuela | 1-0   | Qualification pour la Coupe du monde 1998 : zone Amérique du Sud           |
| 8  | 6 juillet 1997     | Maracaibo      | Venezuela - Équateur | 1-1   | Qualification pour la Coupe du monde 1998 : zone Amérique du Sud           |
| 9  | 19 mai 1999        | Guayaquil      | Équateur - Venezuela | 0-2   | Match amical                                                               |
| 10 | 15 juin 1999       | Caracas        | Venezuela - Équateur | 3-2   | Match amical                                                               |
| 11 | 29 mars 2000       | Quito          | Équateur - Venezuela | 2-0   | Qualification pour la Coupe du monde 2002 : zone Amérique du Sud           |
| 12 | 15 novembre 2000   | Maracaibo      | Venezuela - Équateur | 1-2   | Qualification pour la Coupe du monde 2002 : zone Amérique du Sud           |
| 13 | 17 juillet 2001    | Barranquilla   | Équateur - Venezuela | 4-0   | Copa América 2001 (gr. A)                                                  |
| 14 | 20 octobre 2002    | Caracas        | Venezuela - Équateur | 2-0   | Match amical                                                               |
| 15 | 6 septembre 2003   | Quito          | Équateur - Venezuela | 2-0   | Qualification pour la Coupe du monde 2006 : zone Amérique du Sud           |
| 16 | 14 octobre 2004    | San Cristóbal  | Venezuela - Équateur | 3-1   | Qualification pour la Coupe du monde 2006 : zone Amérique du Sud           |
| 17 | 6 septembre 2003   | Loja           | Équateur - Venezuela | 3-1   | Match amical                                                               |
| 18 | 13 octobre 2007    | Quito          | Équateur - Venezuela | 0-1   | Éliminatoires de la Coupe du monde de football 2010 : zone Amérique du Sud |
| 19 | 15 octobre 2008    | Puerto La Cruz | Venezuela - Équateur | 3-1   | Éliminatoires de la Coupe du monde de football 2010 : zone Amérique du Sud |
| 20 | 7 septembre 2010   | Barquisimeto   | Venezuela - Équateur | 1-0   | Match amical                                                               |
| 21 | 17 novembre 2010   | Quito          | Équateur - Venezuela | 4-1   | Match amical                                                               |
| 22 | 9 juillet 2011     | Salta          | Venezuela - Équateur | 1-0   | Copa América 2011 (gr. B)                                                  |
| 23 | 7 octobre 2011     | Quito          | Équateur - Venezuela | 2-0   | Éliminatoires de la Coupe du monde de football 2014 : zone Amérique du Sud |
| 24 | 16 octobre 2012    | Puerto La Cruz | Venezuela - Équateur | 1-1   | Éliminatoires de la Coupe du monde de football 2014 : zone Amérique du Sud |
| 25 | 17 novembre 2015   | Puerto Ordaz   | Venezuela - Équateur | 1-3   | Éliminatoires de la Coupe du monde de football 2018 : zone Amérique du Sud |
| 26 | 15 novembre 2016   | Quito          | Équateur - Venezuela | 3-0   | Éliminatoires de la Coupe du monde de football 2018 : zone Amérique du Sud |
| 27 | 8 juin 2017        | Boca Raton     | Venezuela - Équateur | 1-1   | Match amical                                                               |
| 28 | 1er juin 2019      | Miami          | Venezuela - Équateur | 1-1   | Match amical                                                               |
| 29 | 20 Juin 2021       | Rio di Janeiro | Venezuela - Équateur | 2-2   | Copa america 2021                                                          |
| 30 | 10 octobre 2021    | Caracas        | Venezuela - Équateur | 2-1   | Éliminatoires de la Coupe du monde de football 2022 : zone Amérique du Sud |
| 31 | 11 novembre 2021   | Quito          | Équateur - Venezuela | 1-0   | Éliminatoires de la Coupe du monde de football 2022 : zone Amérique du Sud |
| 32 | 16 novembre 2023   | Maturín        | Venezuela - Équateur | 0-0   | Éliminatoires de la Coupe du monde de football 2026 : zone Amérique du Sud |
| 33 | 22 Juin 2024       | Santa Clara    | Équateur - Venezuela | 1-2   | Copa America 2024 (Groupe B)                                               |
| 34 | 21 Mars 2025       | Quito          | Équateur - Venezuela | 2-1   | Éliminatoires de la Coupe du monde de football 2026 : zone Amérique du Sud |

#### Bilan
- Total de matchs disputés : 34
- Victoires du Venezuela : 14
- Victoires de l'Équateur : 18
- Matchs nuls : 6
- Total de buts marqués par le Venezuela :37
- Total de buts marqués par l'Équateur : 59

## Z

### Zambie

#### Confrontations
Confrontations entre la Zambie et l'Équateur en matchs officiels.
|   | Date         | Lieu     | Match             | Score | Compétition    |
| - | ------------ | -------- | ----------------- | ----- | -------------- |
| 1 | 4 juin 1995  | Changwon | Équateur - Zambie | 4-1   | Tournoi amical |
| 2 | 12 juin 1995 | Séoul    | Équateur - Zambie | 1-0   | Tournoi amical |

#### Bilan
- Total de matchs disputés : 2
- Victoires de l'Équateur : 2
- Victoires de la Zambie : 0
- Matchs nuls : 0
- Total de buts marqués par l'Équateur : 5
- Total de buts marqués par la Zambie : 1